# چالاگان گونی
چالاگان گونی (ترکی آذربایجانی: Chalagan-Gyuney) یک منطقهٔ مسکونی در جمهوری آرتساخ است که در استان کاشاتاق واقع شده‌است. نبرد چالاگان در سال ۱۴۱۲ میلادی در این ناحیه روی داد.